# تحيز نيوساوث ويلز
اختبار تحيز نيو ويلز هو تحيز مزعوم لتحتز فريق الكريكيت الأسترالية تجاه انتقاء لاعبين من نيوساوث ويلز. وأشير إلى ذلك بواسطة قائد جنوب أسترالي ديفيد هوكس حيث علق مشيرا إلى وجود انتقاء تحيزي في عروض ضم اللاعبين للمنتخب الوطني  وجاء تعليق هوكس في وقت خاص في الثمانيات، هناك تخمين بأن العروض القوية للاعبين من نيوساوث ويلز يتم تجاهلها بواسطة المختارين الأستراليين على ما يبدو لصالح اللاعبين الأستراليين رغم كونهم أقل أداءا من لاعبي نيوساوث ويلز الذين يتم اختيارهم كلاعبين لمباراة واحدة.
تم صنع مزاعم التحيز من قبل عدد من اللاعبين السابقين والحاليين منهم فيكتوريا براد والذي ادعى أن عدم انتخابه من الجانب الأسترالي يرجع جزئيا إلى هذا التحيز.

## الأساس الإحصائي
تم إساءة استخدام الإحصائيات كتوضيح لإنكار التحيز رغم دعمها الواضح له. يسلط منكرو التحيز الضوء على عدد قليل من لاعبي نيوساوث ويلز الذي عانوا على أيدى منتقدين، ويتجاهلون باقي لاعبى نيوساوث ويلز الذين منحوا طريقا معبدا للاختيار الوطني. مثلا من قائمة أفضل 50 هدافا في شيفيلد شليد جاء التسعة لاعبين الذين لم يلعبوا اختبارا واحدا من جميع الولايات ماعدا نيوساوث ويلز وغرب أستراليا، ومن بين قائمة أفضل50 متداولا للكرة في الريكيت جاء اللاعبون الثمانية الذين لم يلعبوا اختبارا واحدا من كل الولايات ماعدا نيوساوث ويلز.